# コロ助
- キテレツ大百科 > キテレツ大百科の登場人物 > コロ助
- キテレツ大百科 > キテレツ大百科 (アニメ) > キテレツ大百科の登場人物 > コロ助

コロ助（コロすけ）は藤子・F・不二雄原作の漫画・テレビアニメ・ドラマ『キテレツ大百科』に登場するキャラクターである。担当声優は初代（アニメ第1話 - 第86話および2002年の実写版）が小山茉美、2代目（第87話 - 最終話および2015年に公開された藤子・F・不二雄ミュージアム限定アニメ）が杉山佳寿子。また、2013年のキリンビバレッジ『キリン にっぽん米茶』TVCMは浅野まゆみが担当している。

## 概要
キテレツこと木手英一の手によって作られた発明品第一号カラクリロボット。元々はキテレツの先祖である木手奇天烈斎（キテレツ斎）が残した書物「奇天烈大百科」に「からくり人間製法」として記されたもので、キテレツ斎が自分の息子を幼くして亡くした為にその息子をモデルとして作った（キテレツという子孫がいるためキテレツ斎には早世しなかった子もいたと思われる）。キテレツの手によって「からくり人間製法」を参考にアレンジされる。
基本的な呼称は「コロ助」（キテレツ、トンガリ、ブタゴリラ、キテレツのパパ、奇天烈斎など）、「コロちゃん」（みよちゃん、妙子、五月、勉三、キテレツのママなど）、「コロ助君」（佐々木先生など）だが、ブタゴリラの父からは唯一「ネギぼうず」と呼ばれる。
2002年元旦にNHK教育テレビジョンのドラマ愛の詩スペシャルで放送された実写版ではコロ助がCGキャラクターとして登場した、また、その声を初代コロ助役の小山茉美がアニメで途中降板後、およそ12年ぶりに演じた。原作同様、背中の帯刀がない。
2013年にキリンビバレッジ『キリン にっぽん米茶』TVCMにコロ助を起用、佐藤浩市がCGのコロ助と共演している。声優は浅野まゆみ。
2015年9月3日に藤子・F・不二雄ミュージアム施設内にあるFシアターで『ドラえもん&キテレツ大百科「コロ助のはじめてのおつかい」』と称される短編アニメーション映画が上映され、コロ助の声を2代目コロ助役の杉山佳寿子が1996年6月のテレビアニメ終了以来およそ19年ぶりに演じた。なお、このアニメーション映画のコロ助は配色こそテレビアニメ版を踏襲しているものの、原作や上記CG版同様背中の帯刀がないなどといった相違がある。

## 外見的特徴と装備品
- 身長は約50 cm（丁髷の先を含む[7]）、幅は約30 cm、体重は約10 kg[8]。
- 視力は3.0[9][注釈 3]。
- 頭・手にゴムまり[2]、胴体に風呂おけ、腕に掃除機のホースを用いて製作された[10]。頭部にはトレードマークの丁髷をつける。頭脳はパソコンなどの部品を流用している[8]。目は内部に照明にもなるライトが組み込まれている。口のあたりに組み込まれているスピーカーより声が発せられる。腕は内部に滑車が付いたワイヤーロープが伸縮することによって曲げ伸ばしする。原作では黒目の位置が左右で合っておらず、斜視のようになっていたが、アニメ版では視線が合うように描写されている[注釈 4]。また、原作では顔や胴体は赤系の色だが[7][注釈 5]、アニメでは黄系の色に変更されている。
- 耳は描かれていないが頭部の両側、人とほぼ同じ位置にあり、イヤホン型の道具を装着する描写がある[11][12]。
- テレビアニメ版では背中に小さな刀を装備している。引きずらないよう、鞘には車輪が付いている。武器としての実用性は低いが、18話では拳銃の弾を跳ね返し、300話では縄を切ったことがある。130話で、本物の刀とのチャンバラにおいて切り刻まれている。

## その他身体的特徴
- 人間と同じ食事でエネルギーを補給する[13][注釈 6]。ケーキが好物である[7]。コロッケが好物なのは広く有名な話だが[14]、これはアニメオリジナルで生まれた設定である[15]。アニメ版のプロデューサーだった片岡義朗によるとコロ助に好きな食べ物の設定を入れようという事になりドラえもんの好物がどら焼きだった事からコロ助はコロッケにしようという事になったという[16]。この設定は藤子も了承済だった。
- 人間と同じくトイレで用を足し、オナラもし[17]、乗り物酔いなどで嘔吐する[18]。寝ていて夢を見たり、汗をかきオネショもする。また、煙を吸い込み咳き込むこともある[19]。カナヅチだが、ロボットなので溺れることはない。暑がりでもある[20][注釈 7]。
- 苦手な物は犬[7]で、嫌いなものは虫、特に蠅が嫌いでたかられると「ガジャモジャ」と半狂乱に叫ぶ[20][21]。
- 路面電車の部品を流用しており、これはキテレツが生まれる前、都電マニアの英太郎が廃線となった路面電車の部品を購入したもののひとつであるスプリングを心臓部に組み込まれた[22]。
- 20年後には髭を生やしていたり剃っていたりしていたために、人間と同様に髭が伸びたり切ったりすることが可能だと思われる。

## 特技とキャラクター性
- 自称武士で、一人称は「ワガハイ」、語尾に「ナリ」をつけて話す。キテレツの発明で鬼と化した際は口調が荒っぽく、語尾に「ナリ」を付けなかった。また、反面世界のコロ助は武士らしさが強調され、語尾は「ゴザル」となった。漫画版での分身機の話『キテレツの団体』の中で「ぼくのケーキは?」という一人称を使っている。
- 精神年齢は保育園児並み。わがままでおっちょこちょい、神経質で口が軽く嘘がつけない。スネたり意地悪することもある。ひがみやすく、仲間外れを嫌う。その為、キテレツ達の学校行事にあらゆる手段を使って同行しようとする。また、隠し事や秘密にされるのを嫌うが、自身が隠し事や秘密にする事もある。食い意地を張る面もある。
- 知能も幼稚園児並みで、文字は平仮名が読める程度。コロッケ代以外の計算も苦手である。こうした性質にも関わらず武士としてのプライドは一人前で、思い通りにならないと、髷を切ろうとする行為におよぶ場合もある。特にアニメ前半期においてブタゴリラたちの格好のからかい対象となった。ただし運動能力は高く、ブタゴリラに匹敵、場合によっては凌駕する面もあるほか[注釈 8]、年上の制作者であるキテレツよりも足が速く、球技がうまい。
- 純粋な性格であり、ブタゴリラ達や悪人に騙される事が多い。「武士は口が堅い」と言っているが、嘘をついたり、隠し事をするのが下手であり、他人にベラベラと喋ってしまって周囲にバレる事が多く、よくキテレツやブタゴリラに注意される。
- 惚れっぽい性格で、相手は人間・動物・機械と多彩。初恋の相手は自動車工場にある製造用ロボット（「ちよ姫」と名付けた）[23]。
- 木手家の一員として受け入れられており、本人も公の場では「木手コロ助」と名乗っている。
- キテレツたちが学校にいる平日の昼間は、主に読書（絵本）・公園での砂遊び・ママや勉三のお手伝い・剣術の稽古などをして過ごす。
- 八百八の商売を手伝っており、熊八から「商売の才能がある」と見られ、八百八の跡取り候補に選ばれた事が何回もある。
- アニメではゲストキャラが自分のペット（犬、猫、熊、虎など）に「コロスケ」「コロ（ちゃん）」と名付けており、ゲストキャラやキテレツ達がペットの名前を呼んだ際、自分の事だと思い、条件反射で返事してしまう事もある。
- 劇中では基本的に、彼をよく知る者や科学に詳しい者以外にロボットとして特別視されることはない[注釈 9]。ロボットであるとの指摘にテレビ司会者があえてコロ助に確認するエピソードもあるが、「みんな知っていると思った」との弁の通り、特に隠しているわけではない。
- 航時機でタイムスリップや遠出の際、お守り代わりに如意光を携帯するが、却って問題を大きくする事がある。

## 仲間たち
- アニメ後半期にキテレツの手によって「豆コロ」「おちゃっぴい」が作られ、コロ助の弟・妹的存在となった。
- アニメ第35話では越後の権田原駅付近の村でコロ助そっくりのからくり人形がある。名は「ごんた」で見た目や背格好こそコロ助と瓜二つだが、鯨の髭で出来たゼンマイが動力となっており、喋ったり、歩けるように作られていなかった。しかし心が宿っているらしく、コロ助に会おうと無理に歩いた事でゼンマイが切れた。製作者はキテレツ斎の弟子・からくり斎であり、コロ助の弟的存在ともいえる。
- アニメ第41話では跡継ぎのいない大名の依頼で、キテレツ斎がコロ助そっくりのからくり人形を製作した。名は「菊千代」で見た目や背格好こそコロ助と瓜二つだが、大名の若君らしくしっかりとした性格であり、一人称は「余」、語尾に「～じゃ」を付けて話す。許嫁のユキ姫と結婚する事になったが、「人形である自分を見たら、ユキ姫が悲しむ」と思い、城から抜け出した。ユキ姫も当初は結婚が嫌で逃げ出したが、菊千代の優しさに感激し、無事に結婚する事になった。
- アニメ第180話ではコロ助そっくりの座敷童子が登場している。妖怪かロボットかは不明。
- アニメ第278話では紙芝居屋の男が古本屋の本に載っていたからくり人形を見て「アンコロモチベエ」というキャラクターを生み出した。見た目や背格好こそコロ助と瓜二つだが、あんころ餅が好物という設定になっている。紙芝居屋は病死した娘の為にアンコロモチベエのお面をおもちゃ会社に作らせ、そのお面をお面屋の六助が全国中を売りに回っている。
- そのほか家族や子供レギュラーでも知られていない幼稚園児の友人が何人かいて砂遊びや剣道などで遊んでいる。

## アニメ版最終話
アニメ版最終話では、江戸時代にて自分の出生の秘密を知り、奇天烈斎に親孝行をするため江戸時代に居残ることを決意し、キテレツたちに別れを告げる。しかし第293話で20年後の表野町にタイムスリップした際には、キテレツ家で相変わらず同居をしていたことから、その後現代へ帰ってきたとも考えられる（アニメ版最終話は編成上の都合で1994年末に制作されたものであり、第293話は1995年に制作・放送された作品である。よって最終話制作後に、コロ助が20年後に同居している話が描かれたことになる）。ちなみにキテレツが大人になった時点ではコロ助は道場を開いており、剣術の師範になっている。

## その他
- 第86話「コロ助の消えたバースデープレゼント」で、誕生日を迎えている。
- 藤子不二雄の漫画「てぶくろてっちゃん」にコロ助（コロちゃん）に似た「ごろちゃん」という人形が登場する。てっちゃんが作ったという設定で頭部がゴムまりでできていることもコロ助と同じである[26]。

## 声優の交代
アニメ第1話から第86話までは小山茉美、87話から杉山佳寿子が演じているがこれは当初2年間の放送予定であったが人気により延長となり、小山は渡米の予定があったため降板、代わりを選ぶなら新人でいこうということで約1年かけてオーディションしたが結局どれも今ひとつで中堅声優3人の中から杉山が選ばれたが、1990年4月から交代なのに対して決まったのは3月初頭だった。
杉山は放送開始前にオーディションをコロ助役で受けていたが選ばれなかった。代役として決定してからは放送が来月に迫る中、過去回の音声を録音してウォークマンで聞き続けた。事情を知らない子供達は声が変わったことが理由で見なくなってしまうのは悲しいと、音質音程クセかすれ方や明瞭さなどを日夜声を出したり録音して小山の声と聞き比べて研究した。交代から約1か月経ったとき、藤子・F・不二雄はいつから声優が交代するのかスタッフに聞き既に変わっていると告げ、原作者でも気付けないほど演技を写し取っていた。視聴者からの苦情や問い合わせもなかったが収録ではアドリブや意識してしまうからと笑い声は入れずに台本通りに演技、やりたい欲求にかられながらも子供のためと我慢していたが4か月後、スタッフから「もうそろそろカコさんで大丈夫ですよ」と言われたのを機に、徐々にアドリブを入れるなど個性を出していった。

## イメージキャラクター・コラボレーション等

等々力陸上競技場に設置されているコロ助のブロンズ像。

- 藤子・F・不二雄の出身地である富山県高岡市は2006年末からコロ助を市のコロッケ関連イベントのイメージキャラクターとして使用している[14][33]。コロ助が印刷されたお年玉付きの「高岡コロッケ年賀はがき」も2007年に発売された[34]。なお、版下の製作費などの負担のみで、ロイヤルティーは無償となっている[35]。

- 川崎市にある等々力陸上競技場は藤子・F・不二雄ミュージアムとコラボレーションした際に、その一環として藤子・F・不二雄キャラクターのモニュメントが作成され、場内外に設置された。コロ助もその一つで、Aゲート前にコロ助のブロンズ像モニュメントが単体で設置されている[36][37][38]。このブロンズ像はアメリカンフットボールの防具（プロテクター）を身に纏い、ボールを抱えている。なお、川崎市はアメリカンフットボールの街を標榜している。